# Tháp Bismarck ở Janówek

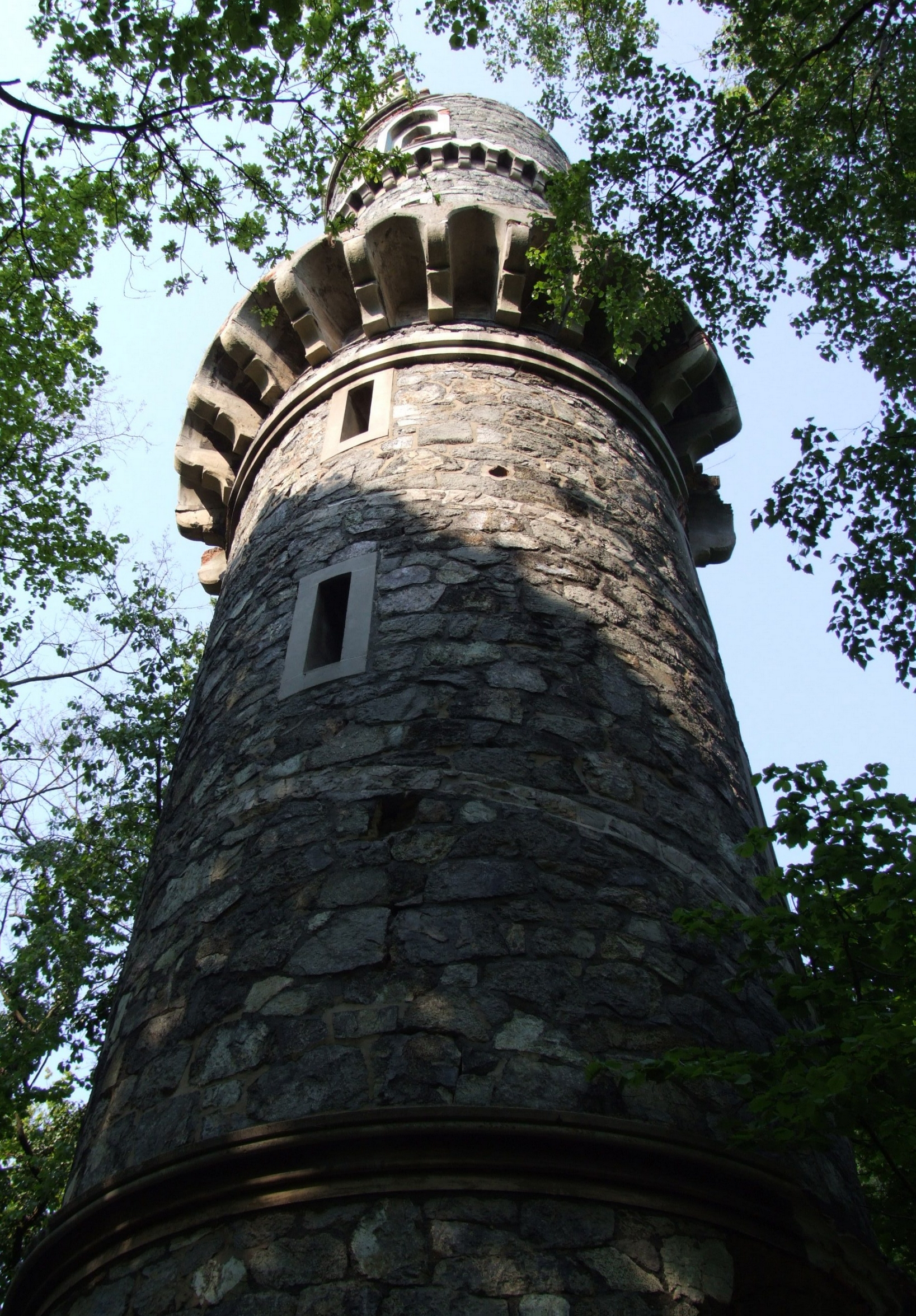
Tháp Bismarck ở Janówek

Tháp Bismarck ở Janówek được xây dựng trên đỉnh núi Jańska Góra (cao khoảng 252 m so với mực nước biển), nằm ở phía tây của dãy núi Niemczańsko-Strzelińskie, ở làng Piotrówek, quậnJordanów Śląski, tỉnh Dolnośląskie, Ba Lan. Đây là Tháp Bismarck cổ nhất ở Ba Lan.

## Lịch sử
Việc xây dựng bắt đầu vào ngày 15 tháng 4 năm 1869, người sáng lập là Friedrich Schroter - một ông chủ đất giàu có ở thành phố Sokolniki. Tòa tháp được thực hiện bởi bậc thầy thợ xây Bernhardt từ Nimptsch dưới sự giám sát của một quản đốc tên là Rademacher. Serpentine từ một mỏ đá địa phương đã được thu thập, cũng như đá granit, đá sa thạch và gạch đã được dùng làm nguyên vật liệu cho việc xây tháp. Việc xây dựng hoàn thành vào ngày 18 tháng 10 năm 1869. Tòa tháp cao 23m, chi phí xây dựng của nó lên tới khoảng 18.000  marek (một đơn vị tiền tệ của Đức từ năm 1873). Trên lối vào có khắc dòng chữ "IN HONOUR OF BISMARCK - 1869", ở tầng trệt chứa hai phiến đá cẩm thạch, một tấm kỷ niệm các cuộc chiến năm 1864 và 1866, bên kia là sự thống nhất của Đức vào năm 1870.
Trong Thế chiến II, vào năm 1945, hai quả đạn pháo cỡ nhỏ đã đâm vào phần dưới của tòa tháp, làm hư hỏng đáng kể. Nó được liệt kê là một tòa nhà được bảo vệ bởi chính quyền Ba Lan vào tháng 6 năm 2003. Hiện tại, tòa tháp đang trong tình trạng xuống cấp nặng nên không mở cửa cho công chúng.